# Université de Ngaoundéré
L’université de Ngaoundéré (en anglais : University of Ngaoundere) est une université publique située à Ngaoundéré, dans la région de l'Adamaoua, au Cameroun.

## Histoire
Créée par le décret présidentiel 93/028 du 19 janvier 1993, l’université de Ngaoundéré est issue de la transformation du Centre universitaire de Ngaoundéré en université.
L’université accueille des étudiants de toutes les régions du Cameroun et des pays avoisinants, dont notamment le Tchad la République centrafricaine et le Gabon.

## Personnalités liées à l'université
- Prosper Nkou Mvondo
- Pabé Mongo
- Clément Dili Palaï, Maître de Conférences de littératures africaines et francophones.